# Меєр (Айова)
Меєр (англ. Meyer) — переписна місцевість (CDP) в США, в окрузі Мітчелл штату Айова. Населення — 14 осіб (2020).

## Географія
Меєр розташований за координатами 43°27′43″ пн. ш. 92°42′4″ зх. д. / 43.46194° пн. ш. 92.70111° зх. д. (43.461813, -92.701063).  За даними Бюро перепису населення США в 2010 році переписна місцевість мала площу 1,83 км², уся площа — суходіл.

## Демографія
Згідно з переписом 2010 року, у переписній місцевості мешкала 31 особа в 14 домогосподарствах у складі 7 родин. Густота населення становила 17 осіб/км².  Було 14 помешкання (8/км²).
Расовий склад населення:
| - 100,0 % — білих |

До двох чи більше рас належало 0,0 %. Частка іспаномовних становила 0,0 % від усіх жителів.
За віковим діапазоном населення розподілялося таким чином: 25,8 % — особи молодші 18 років, 61,3 % — особи у віці 18—64 років, 12,9 % — особи у віці 65 років та старші. Медіана віку мешканця становила 37,8 року. На 100 осіб жіночої статі у переписній місцевості припадало 121,4 чоловіків;  на 100 жінок у віці від 18 років та старших — 130,0 чоловіків також старших 18 років.
Цивільне працевлаштоване населення становило 0 осіб. 